# Икмадофила пустошная
Икмадо́фила пу́стошная (лат. Icmadophila ericetorum) — вид лихенизированных аскомицетов, включённый в род Икмадофила (Icmadophila) семейства Икмадофиловые (Icmadophilaceae). Синоним типового вида рода.

## Описание
Таллом однородный, зернистый, лишённый корового слоя, беловато- или зеленовато-серого или голубоватого цвета. Апотеции леканорового типа, почти сидячие, 2—4 мм в диаметре, с желтовато-розоватым диском, иногда покрытые беловатым налётом.
Аски цилиндрической формы, с 8 спорами. Споры четырёхклеточные, 12—27×4—6 мкм, продолговато-веретеновидной формы.
Содержит тамноловую кислоту. Слоевище при контакте с раствором KOH (K) становится жёлтым, с пара-фенилендиамином (P) — оранжевым.

## Экология, ареал
Широко распространённый лишайник, известный из Евразии, Северной и Южной Америки, Африки. Встречается на торфе, на мхах, на гниющей древесине, в тундровой, лесотундровой и лесной зонах, в горах.

## Таксономия и систематика

### Синонимы
- Baeomyces aeruginosa (Scop.) DC., 1805
- Baeomyces ericetorum (L.) Vain., 1888
- Baeomyces icmadophilus (L.f.) Bory, 1882
- Biatora aeruginosa (Scop.) Hepp, 1853
- Biatora icmadophila (L.f.) Fr., 1822
- Biatorina icmadophila (L.f.) Flagey, 1893
- Icmadophila aeruginosa (Scop.) Trevis., 1852typus
- Icmadophila aeruginosa f. muscicola Britzelm., 1906
- Icmadophila aeruginosa var. americana Räsänen, 1944
- Lecania aeruginosa (Scop.) Stizenb., 1862
- Lecidea aeruginosa (Scop.) Röhl., 1813
- Lecidea icmadophila (L.f.) Ach., 1803
- Lichen aeruginosus Scop., 1760
- Lichen ericetorum L., 1753basionym
- Lichen icmadophila L.f., 1781
- Patellaria aeruginosa (Scop.) Spreng., 1827
- Patellaria icmadophila (L.f.) Müll.Arg., 1862
- Tubercularia icmadophila (L.f.) Kuntze, 1891
- Tupia aeruginosa (Scop.) L.Marchand, 1830
- Verrucaria icmadophila (L.f.) Willd., 1790
- Zeora icmadophila (L.f.) Flot., 1849